# Kamieniec (Kołbaskowo)

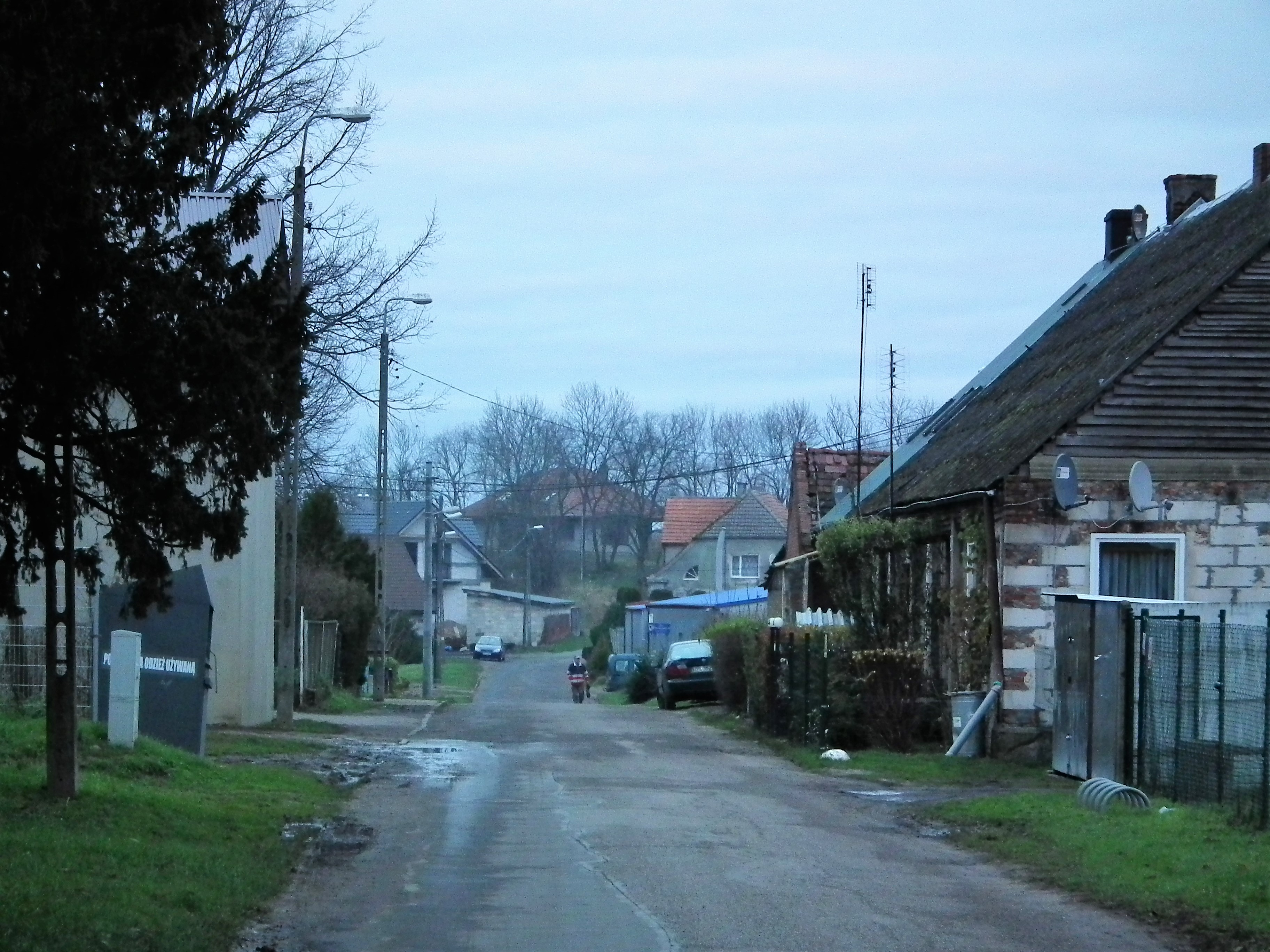
Dorfstraße

Kamieniec (deutsch Schöningen) ist ein Dorf in der  Gemeinde Kołbaskowo (Kolbitzow) im Powiat Policki (Pölitzer Kreis) der polnischen Woiwodschaft Westpommern. 

## Geographische Lage
Das Dorf liegt in Vorpommern, etwa 16 Kilometer südwestlich von Stettin, acht Kilometer nordnordwestlich von  Gryfino (Greifenhagen) und zwei Kilometer westlich der Oder an der Grenze zwischen dem polnischen Powiat Policki und der Bundesrepublik Deutschland.

## Geschichte
Die Ortschaft Schöningen hatte im 18. Jahrhundert einen gräflichen Hof, ein Vorwerk, eine Schäferei und eine Erb-Wassermühle, ‚Schwarze Katze‘ genannt, und von dort aus auf dem Wasserweg Verbindung über den Katzengraben, Schwarzensee und Kietzgraben zur Stadt Greifenhagen; Schöningen war eines der Lehne der Familie Mellin.
Im Jahr 1945 gehörte Schöningen zum Landkreis Randow im Regierungsbezirk Stettin in der preußischen Provinz Pommern des Deutschen Reichs. Schöningen war Sitz des Amtsbezirks Schöningen.
Gegen Ende des Zweiten Weltkriegs wurde die Region von der Roten Armee besetzt. Nach Kriegsende wurde Schöningen zusammen mit Stettin und Hinterpommern – mit Ausnahme militärischer Sperrgebiete – seitens der sowjetischen Besatzungsmacht der Volksrepublik Polen zur Verwaltung unterstellt. Allmählich begann danach die Zuwanderung von Polen. Die Ortschaft wurde in  „Kamieniec“ umbenannt. In der Folgezeit wurde die einheimische Bevölkerung von der polnischen Administration aus der Region vertrieben.

### Rittergut
Bis zum Ende des Zweiten Weltkriegs gehörte das Rittergut Schöningen der Familie Schlange. Der letzte Eigentümer war der Politiker Hans Schlange-Schöningen, der die Bewirtschaftung des elterlichen Gutes nach dem Ersten Weltkrieg übernommen hatte.
Als nach dem Zweiten Weltkrieg Schöningen der Volksrepublik Polen zur Verwaltung unterstellt worden war, wurde Hans Schlange-Schöningen durch die polnische Administration entschädigungslos enteignet. Das Gut wurde anschließend durch den polnischen Staat genutzt, das Herrenhaus bis 2005 als Kommandantur für die polnischen Grenztruppen.
Der emeritierte Lübecker Hochschullehrer und Musikwissenschaftler Eckhard Maronn erwarb im Jahre 2005 das Herrenhaus in der Absicht, das Anwesen unter anderem für Konzerte, Workshops, Lesungen und Seminare zu nutzen.

## Persönlichkeiten

### Söhne und Töchter des Ortes
- Hans Schlange-Schöningen (1886–1960), deutscher Politiker (DNVP, CNBL, nach 1945 CDU) und Diplomat, Reichstagsabgeordneter, Bundestagsabgeordneter
- Ernst Schlange (1888–1967), deutscher Politiker (NSDAP), Reichstagsabgeordneter
- Ernst-Siegfried Schlange-Schöningen (1915–2005), deutscher Diplomat, wuchs in Schöningen auf